# عقدة بوليفيانو

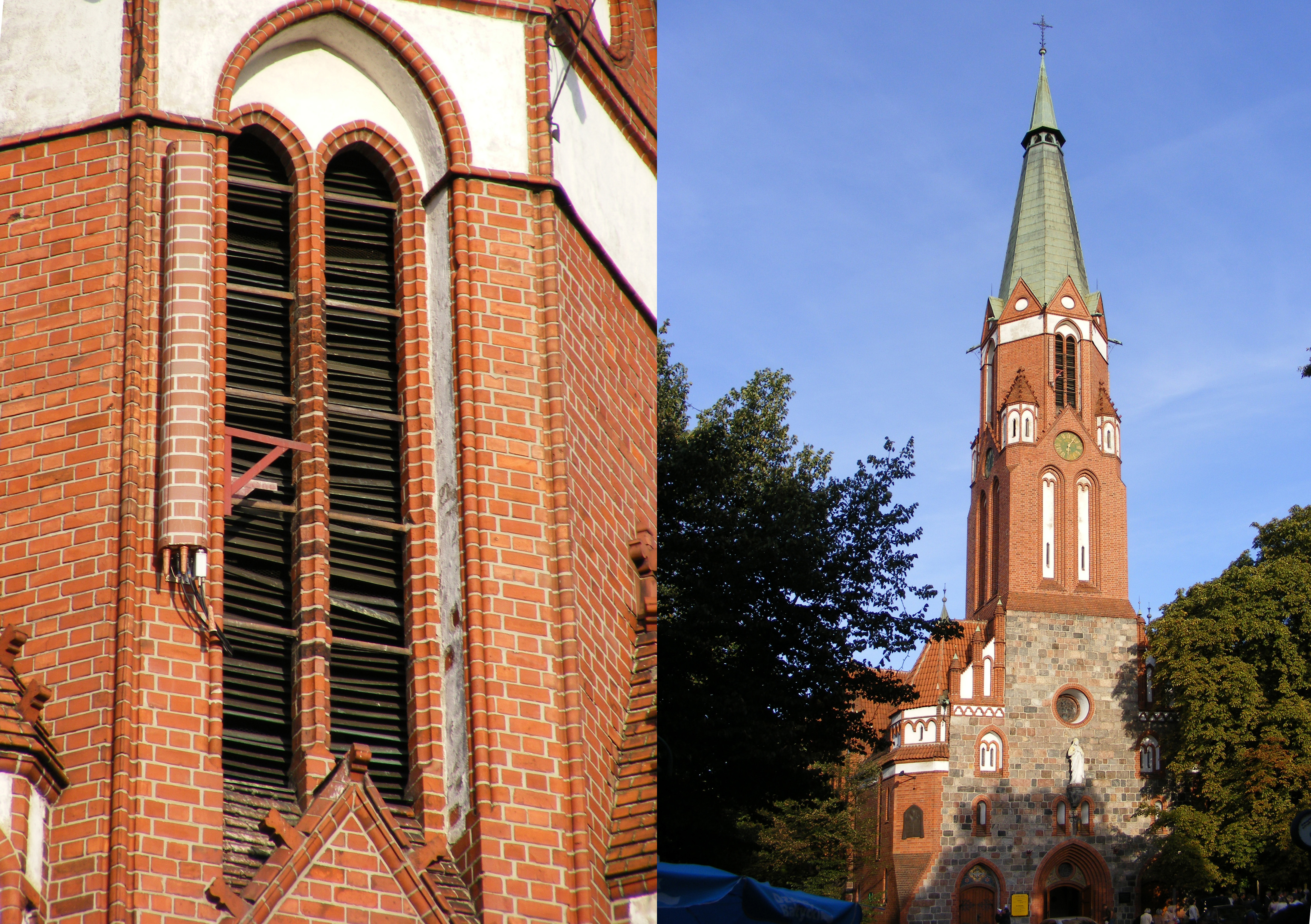

تشير العقدة باء في مجال الاتصالات اللاسلكية وخاصة النظام العالمي للإتصالات المتنقلة المهيمن على شبكات الجيل الثالت إلى جهاز يمكن الاتصال بين الهاتف النقال و باقي الشبكة.  
تستبدل العقدة باء محطة البث القاعدية المستخدمة في النظام العالمي للإتصالات المتنقلة المهيمنة على شبكات الجيل الثاني.

## وظائف
تُشكل العقدة باء الموصل الأخير للهاتف النقال بباقي الشبكة عن طريق اللاسلكي، تستخدم لذلك تكنولوجيا توزيع رمز متعدد الوصول في النطاق العريض وتقسيم وقت توزيع رمز متعدد الوصول. على غرار المواقع الخلوية بالنسبة للنظام العالمي للإتصالات المتنقلة (GSM) ونظام الاتصالات المتنقلة العالمي (UMTS)، تستخدم العقدة باء تردد الراديو عند تبادل الإشارات مع استشعارات الهواتف النقالة، التي تتحرك بحرية ضمن نطاق وصول إشاراتها.
في هذا النوع من المواقع الخلوية لا تتصل المواقع مع بعضها البعض بشكل مباشر لكن على كل منها الاتصال مع العقدة باء.

## الفرق بين العقدة باء و المحطة القاعدة للجي إس إم

### تداول التردد
تمكن تكنولوجيا توزيع رمز متعدد الوصول في النطاق العريض المواقع الخلوية المنتمية لنفس تغطية العقدة باء أو عقد باء مختلفة أو حتى تحت إدارة وحدة تحكم شبكة راديو مختلفة إمكانية استعمال تردد واحد. بمساهمة تقنية نقل تردد المتصل، الذي يمكّن إبقاء الهاتف متصلا بعدة خلايا اتصال في وقت واحد ( إجراء المكالمة أثناء التنقل مثلا). 

### متطلبات الطاقة
مادامت تكنولوجيا توزيع رمز متعدد الوصول في النطاق العريض تعمل على تردد أعلى من الجي إس إم (2100 ميغاهيرتز بالمقارنة مع 900 ميغاهرتز بالنسبة لGSM)، نصف القطر الخلوي لتكنولوجيا توزيع رمز متعدد الوصول في النطاق العريض يكون أصغر من ذاك المستخدم لدى النظام العالمي للإتصالات المتنقلة (GSM). 

## إعداد العقدة باء
يملك موقع خلوي كامل غرفة احتواء صغيرة في الأسفل وهوائيين على الأقل، نحتوي غرفة الاحتواء مثلا على معالج إشارة رقمي وطاقة الاستعداد.

## طالع أيضًا
- هوائي خلية اتصال